# Leslie Nielsen
Leslie William Nielsen OC (Regina, 11 de fevereiro de 1926 – Fort Lauderdale, 28 de novembro de 2010) foi um ator, produtor e comediante canadense. Durante três décadas atuou em papéis dramáticos, até começar a se destacar em comédias satíricas, que o consolidaram como uma das principais estrelas de Hollywood, tendo ganhando do crítico Robert Eber a alcunha de o "Laurence Olivier das paródias".
Leslie atuou em mais de 100 filmes e mais de 150 programas de televisão, tendo interpretado cerca de 220 personagens. Leslie nasceu na província de Saskatchewan e depois de sair do serviço militar na Força Aérea Real Canadense, trabalhou como DJ antes de conseguir uma bolsa de estudos na escola de teatro Neighborhood Playhouse. Sua estreia na atuação foi em 1950, onde atuou em 46 programas de televisão em apenas um ano. Leslie estreou no cinema em 1956, em vários papéis coadjuvantes em filmes dramáticos, romances e faroestes entre as décadas de 1950 e 1970.
Apesar de suas atuações elogiadas em filmes como Forbidden Planet e The Poseidon Adventure lhe renderem o status de um ator de filmes sérios, Leslie ganhou o devido reconhecimento atuando em comédias pastelão na década de 1980, depois do sucesso em Airplane!. Em seus papéis de comédia, Leslie interpretava personagens sem noção em ambientes completamente absurdos. O sucesso se consolidou com a série de filmes The Naked Gun, que lhe rendeu homenagens na Calçada da Fama em Hollywood e na Calçada da Fama do Canadá.
Na década de 2000, Nielsen se destacou por suas atuações em produções da Dimension Films, como Scary Movie 2, Scary Movie 3 e Superhero Movie, tendo neste último parodiado o personagem Tio Ben.

## Biografia
Leslie nasceu na cidade de Regina, província de Saskatchewan, em 11 de fevereiro de 1926. Era filho de Ingvard Eversen Nielsen (1900-1975), um canadense de origem dinamarquesa que trabalhava para a polícia montada canadense, e Mabel Elizabeth, imigrante do País de Gales. Teve dois irmãos mais velhos, sendo que era o irmão do meio. O mais velho, Erik Nielsen (1924–2008) foi membro do Parlamento Canadense, do gabinete de ministros e vice primeiro-ministro interino do Canadá de 1984 a 1986.
Seu tio Jean Hersholt, também foi ator, tendo interpretado um médio em um programa de radio, chamado Dr. Christian e depois em filmes e séries para a televisão. Leslie se inspirou na atuação do tio e gostava de dizer que tinha um ator na família, ainda que se achasse muito tímido para atuar.
Por muitos anos, Leslie Nielsen morou em Fort Norman, nos Territórios do Noroeste, no Canadá, para onde seu pai foi transferido. Seu pai era abusivo e violento, tendo batido nos filhos e na esposa por longos anos e Leslie esperava poder sair logo de casa. Quando se formou no ensino médio, aos 17 anos, ele se alistou na Força Aérea Real Canadense, apesar de ter problemas sérios de audição e ter usado aparelhos auditivos por boa parte da vida.
Na Força Aérea, Leslie treinou com baterias antiaéreas durante a Segunda Guerra Mundial, mas era muito novo para receber o treinamento completo ou para ser enviado para o fronte de guerra. Liberado do serviço militar, ele trabalhou brevemente como DJ, em Calgary, em uma rádio, antes de se matricular em uma academia de artes em Toronto. Enquanto estudava em Toronto, Leslie recebeu uma bolsa de estudos para ingressar na Neighborhood Playhouse, mesmo temendo ter vindo do interior do Canadá e de ser classificado como imaturo ou sem talento. Assim ele se mudou para Nova Iorque para sua bolsa, onde teve aulas de teatro e música, enquanto atuava em festivais de verão.
Depois disso, ingressou na Actors Studio, onde esteve até sua estreia na televisão, em 1950, ao lado de Charlton Heston na série Studio One, recebendo na época 75 dólares pelo trabalho.

## Carreira
Seu trabalho na televisão começou em papéis dramáticos durante a Era de Ouro da TV nos Estados Unidos. Apenas no ano de 1950, ele atuou em 46 produções diferentes. Narrou documentários e comerciais, mas seus primeiros trabalhos não tinham nada de significativo. Ele era apenas mais um homem bonito na indústria ofuscado por outros homens bonitos e que tinham mais sucesso.
Em 1956, estreou em seu primeiro longa, dirigido por Michael Curtiz, o musical The Vagabond King, trabalho do qual Leslie não tinha boas lembranças. Ainda que o filme não tenha sido um sucesso, o produtor Nicholas Nayfack lhe indicou uma seleção de atores para um filme de ficção científica, Forbidden Planet, que levou a um contrato com a Metro-Goldwyn-Mayer (MGM).
O filme foi um grande sucesso, e vários papéis para Leslie dentro da MGM surgiram como Ransom! (1956), The Opposite Sex (1956) e Hot Summer Night (1957). Em 1957, ele ganhou o papel de protagonista junto de Debbie Reynolds, na comédia romântica Tammy and the Bachelor, cuja crítica elogiou a atuação de Leslie e sua beleza.
Entretanto, insatisfeito com os papéis que lhe ofereciam, Leslie deixou a MGM depois de um teste para o filme Ben-Hur, mas quem ganhou o papel foi o ator Stephen Boyd. Após deixar o estúdio, Leslie conseguiu o papel de protagonista na minissérie da Disney, The Swamp Fox, onde interpretou o revolucionário de guerra norte-americano, Francis Marion. Apenas oito episódios foram produzidos e foram ao ar entre  1959 e 1961.
Seus trabalhos na televisão incluem Justice, Alfred Hitchcock Presents, Voyage to the Bottom of the Sea, The Virginian e The Wild Wild West. Em 1961, Leslie era o protagonista de uma série dramática chamada The New Breed. Em 1968, seu principal papel foi o piloto da série policial Hawaii Five-O. No ano seguinte, era o protagonista de The Bold Ones: The Protectors.
Em 1972, Leslie foi o capitão em The Poseidon Adventure. Em 1977, estrelou ao lado de William Girdler em um filme de ação, Project: Kill. Seu último papel dramático foi no filme canadense de 1979, City on Fire, onde interpretou um prefeito corrupto. Em 1980, ele estrelaria uma minissérie da CBS, The Chisholms.

### Airplane!eThe Naked Gun
O papel de coadjuvante como o médico, Dr. Rumack, em Airplane! (1980) foi um ponto de virada em sua carreira. O filme era uma paródia de filmes de desastre como Zero Hour! e Airport, e foi pensado para ter atores que sempre fizeram papéis dramáticos. Outros atores que não eram originários da comédia e que estavam nos filmes são Robert Stack, Peter Graves e Lloyd Bridges. O rosto impassível de Leslie Nielsen em meio ao ambiente absurdo do filme ganhou a audiência rapidamente e se tornaria sua marca registrada. O filme foi incluído no top 100 de maiores comédias de todos os tempos em 2008. Em 2010, o filme foi selecionado para ser preservado no National Film Registry da Biblioteca do Congresso.
Os diretores do filme o escalaram para o papel por sua capacidade de se manter sério mesmo nas mais inusitadas piadas ou cenas absurdas. Leslie mudou radicalmente de papéis a partir de Airplane!, pois comédia era algo que ele sempre quis fazer. Os mesmos diretores então escalaram Leslite para o papel do policial Frank Drebin, na série de TV que estavam produzindo na época, Police Squad!. Drebin era um policial estereotipado de filmes policiais famosos, mas que se envolvia em situações absurdas das comédias de paródias.
A abertura de Police Squad!' era baseada no programa de 1950, M Squad, estrelada por Lee Marvin, cuja abertura era com um carro de polícia que circulava pela área urbana com uma banda tocando jazz ao fundo. Ainda que a série tenha durado apenas seis episódios, Leslie ganhou um Emmy Award por seu papel como Drebin.
Seis anos depois do cancelamento de Police Squad!, o filme The Naked Gun: From the Files of Police Squad! (1988) trouxe Leslie de volta ao papel de Frank Drebin e foi bem recebido pela crítica.
The Naked Gun teve duas outras sequências, The Naked Gun 2½: The Smell of Fear (1991) e Naked Gun 33⅓: The Final Insult (1994). Havia projeto para mais um filme, mas nunca saiu do papel e eles também foram elogiados e fizeram boa bilheteria nos cinemas. Leslie passou a ser um dos comediantes mais requisitados para comédias desse gênero. Outras comédias que participou foi Dracula: Dead and Loving It (Drácula - Morto Mas Feliz, no Brasil), de Mel Brooks, e Repossessed (A Repossuída, no Brasil), com Linda Blair.

## Vida pessoal
Leslie casou-se quatro vezes. O primeiro casamento foi com a cantora da noite Monica Boyar (1950–1956). Depois com Alisande Ullman (1958–1973), Brooks Oliver (1981–1983) e, por último, com Barbaree Earl (2001–2010). Ele teve duas filhas em seu segundo casamento, Maura e Thea Nielsen. Leslie gostava de jogar golfe e gostava de acompanhar torneios e assistir a partidas.
Leslie também era conhecido por ser piadista e de pregar peças nas pessoas. Em seus últimos anos, Leslie e a esposa Barbaree se mudaram para uma casa em Fort Lauderdale, na Flórida, às vezes passando alguns dias na casa da família no Arizona. Por ser parcialmente surdo e ter usado aparelhos auditivos a vida inteira, Leslie era apoiador de institutos e obras de caridade para surdos. Ele também desenvolveu osteoartrite e chegou a participar de campanhas do governo do Canadá onde destacava a importância do exame médico para tratar da doença.

## Morte

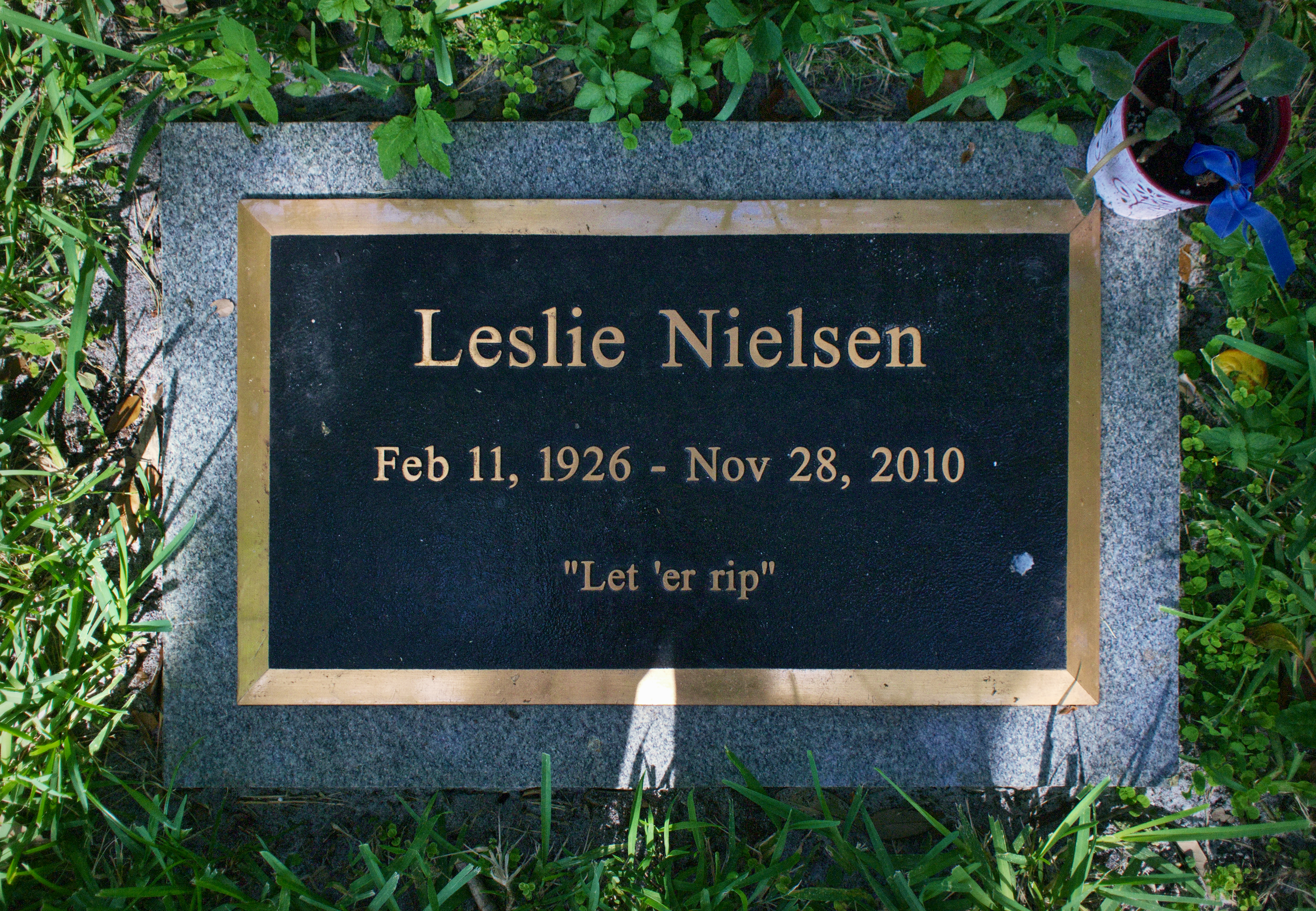
Túmulo de Leslie Nielsen, com uma referência a uma de suas piadas favoritas, uma máquina de "pum".

Em novembro de 2010, Leslie foi admitido no Hospital Holy Cross, em Fort Lauderdale, devido a uma pneumonia. Em 28 de novembro de 2010, seu sobrinho, Doug Nielsen, afirmou à estação de rádio CJOB que o ator, que estava internado há 12 dias por complicações devido a uma pneumonia, morreu pacificamente e dormindo, ao lado da família e dos amigos.
Ele foi sepultado no Cemitério Evergreen, em Fort Lauderdale.

## Filmografia
| Ano  | Filme                                          | Título em português                                                         | Papel                            |
| ---- | ---------------------------------------------- | --------------------------------------------------------------------------- | -------------------------------- |
| 1955 | The Battle of Gettysburg                       |                                                                             | Narrador                         |
| 1956 | Ransom!                                        | Decisão Amarga                                                              | Charlie Telfer                   |
| 1956 | Forbidden Planet                               | O Planeta Proibidobr                                                        | Comandante John J. Adams         |
| 1956 | The Vagabond King                              | O Rei Vagabundobr                                                           | Thibault                         |
| 1956 | The Opposite Sex                               | O Belo Sexobr                                                               | Steve Hilliard                   |
| 1957 | Hot Summer Night                               |                                                                             | William Joel Partain             |
| 1957 | Tammy and the Bachelor                         | A Flor do Pântanobr                                                         | Peter Brent                      |
| 1958 | The Sheepman                                   | O Irresistível Forasteirobr                                                 | Stephen Bedford / Johnny Bledsoe |
| 1964 | Night Train To Paris                           |                                                                             | Alan Holiday                     |
| 1965 | Dark Intruder                                  |                                                                             | Brett Kingsford                  |
| 1965 | Harlow                                         | Harlow - A Vênus Platinadabr                                                | Richard Manley                   |
| 1966 | The Plainsman                                  |                                                                             | Coronoel George Custer           |
| 1966 | Beau Geste                                     |                                                                             | Lieutenant De Ruse               |
| 1967 | The Reluctant Astronaut                        | Um Astronauta Fora de Órbitabr                                              | Major Fred Gifford               |
| 1967 | Gunfight In Abilene                            | Pistoleiros em Duelobr                                                      | Grant Evers                      |
| 1967 | Rosie!                                         | Os Prazeres de Rosiebr                                                      | Cabot Shaw                       |
| 1968 | How to Steal the World                         | Como Roubar o Mundobr                                                       | General Maximilian Harmon        |
| 1968 | Counterpoint                                   | Os Heróis Não se Entregambr                                                 | Victor Rice                      |
| 1968 | It Takes a Thief                               | O Rei dos Ladrõesbr                                                         | Security Officer                 |
| 1968 | Dayton's Devils                                |                                                                             | Frank Dayton                     |
| 1969 | How to Commit Marriage                         |                                                                             | Phil Fletcher                    |
| 1969 | Change of Mind                                 |                                                                             | Sherrif Webb                     |
| 1971 | Four Rode Out                                  | Quatro Foram Emborabr                                                       | Mr. Brown                        |
| 1972 | The Poseidon Adventure                         | O Destino do Poseidonbr                                                     | Capitão Harrison                 |
| 1973 | ...And Millions Die!                           |                                                                             | Jack Gallagher                   |
| 1976 | Grand Jury                                     |                                                                             | John Williams                    |
| 1976 | Project Kill                                   |                                                                             | Jonathan Trevor                  |
| 1977 | Sixth and Main                                 |                                                                             | John Doe                         |
| 1977 | Day of the Animals                             |                                                                             | Paul Jenson                      |
| 1977 | Viva Knievel!                                  |                                                                             | Stanley Millard                  |
| 1977 | The Kentucky Fried Movie                       |                                                                             | Homem do filme Feel-O-Rama       |
| 1977 | The Amsterdam Kill                             |                                                                             | Riley Knight                     |
| 1979 | City on Fire                                   |                                                                             | Mayor William Dudley             |
| 1980 | Airplane!                                      | Apertem os Cintos, o Piloto Sumiu!br                                        | Dr. Rumack                       |
| 1980 | Prom Night                                     | A Morte Convida Para Dançarbr                                               | Mr. Raymond Hammond              |
| 1982 | Foxfire Light                                  | Sempre Haverá Outra Vezbr                                                   | Reece Morgan                     |
| 1982 | Wrong Is Right                                 | O Homem com a Lente Mortalbr/O Homem das Lentes Mortaispt                   | Mallory                          |
| 1982 | Creepshow                                      | Creepshow – Show de Horroresbr                                              | Richard Vickers                  |
| 1983 | The Creature Wasn't Nice                       | Espaçonave Malucabr                                                         | Capitão Jamieson                 |
| 1986 | The Patriot                                    | O Patriota - Operação Comandobr                                             | Admiral Frazer                   |
| 1986 | Soul Man                                       | Uma Escola Muito Loucabr                                                    | Mr. Dunbar                       |
| 1987 | Nuts                                           | Querem Me Enlouquecerbr/Loucapt                                             | Allen Green                      |
| 1987 | Home Is Where The Hart Is                      |                                                                             | Xerife Nashville Schwartz        |
| 1988 | Dangerous Curves                               | Curvas Perigosasbr                                                          | Greg Krevske                     |
| 1988 | The Naked Gun: From the Files of Police Squad! | Corra que a Polícia Vem Aíbr                                                | Tenente Frank Drebin             |
| 1990 | Repossessed                                    | A Repossuídabr                                                              | Padre Jebedaiah Mayii            |
| 1991 | All I Want for Christmas                       | Um Pedido de Natalbr                                                        | Papai Noel                       |
| 1991 | The Naked Gun 2½: The Smell of Fear            | Corra que a Polícia Vem Aí 2½br                                             | Tenente Frank Drebin             |
| 1993 | Digger                                         | Um Sonho Para Dois Amigosbr                                                 | Arthur Evrensel                  |
| 1993 | Surf Ninjas                                    | Surfistas Ninjasbr                                                          | Coronel Chi                      |
| 1994 | S.P.Q.R. 2000 e 1/2 anni fa                    |                                                                             | Lucio Cinico                     |
| 1994 | Naked Gun 33⅓: The Final Insult                | Corra que a Polícia Vem Aí 33⅓br                                            | Tenente Frank Drebin             |
| 1995 | Dracula: Dead and Loving It                    | Drácula - Morto, Mas Felizbr                                                | Conde Drácula                    |
| 1996 | Spy Hard                                       | Duro de Espiarbr                                                            | Dick Steele, Agente WD-40        |
| 1997 | Mr. Magoo                                      | Mr. Magoobr                                                                 | Mr. Quincy Magoo                 |
| 1997 | Family Plan                                    | Acampamento do Barulhobr                                                    | Harry Haber                      |
| 1998 | Wrongfully Accused                             | O Foragidobr                                                                | Ryan Harrison                    |
| 1999 | Pirates: 3D Show                               |                                                                             | Capitão Lucky                    |
| 2000 | 2001: A Space Travesty                         | 2001 - Um Maluco Solto no Espaçobr                                          | Richard 'Dick' Dix               |
| 2001 | Camouflage                                     | Camuflagembr                                                                | Jack Potter                      |
| 2001 | Kevin of the North                             | Aventuras no Alascabr                                                       | Clive Thornton                   |
| 2002 | Men with Brooms                                | Homens com Vassourasbr                                                      | Gordon Cutter                    |
| 2003 | Scary Movie 3                                  | Todo Mundo em Pânico 3br/Scary Movie 3 - Outro Susto de Filmept             | Presidente Harris                |
| 2004 | The Nutcracker and the Mouseking               | O Quebra-Nozes e o Rei dos Camundongosbr/O Quebra-Nozes e o Rei dos Ratospt | Rei Rato (voz)                   |
| 2006 | Scary Movie 4                                  | Todo Mundo em Pânico 4br/Scary Movie 4 - Que Susto de Filme!pt              | Presidente Harris                |
| 2007 | Music Within                                   | O Poder da Esperançabr                                                      | Bill Austin                      |
| 2008 | Superhero Movie                                | Super Herói - O Filmebr                                                     | Tio Albert Adams                 |
| 2008 | An American Carol                              | Corra que Tem Loucos por Aíbr                                               | Ele mesmo                        |
| 2009 | Spanish Movie                                  |                                                                             | Dr. Nielsen                      |
| 2009 | Stan Helsing                                   |                                                                             | Kay                              |
| 2011 | Stonerville                                    |                                                                             | Produtor                         |
| 2012 | The Waterman Movie                             |                                                                             | Ready Espanosa (voz)             |

## Morte e Funeral

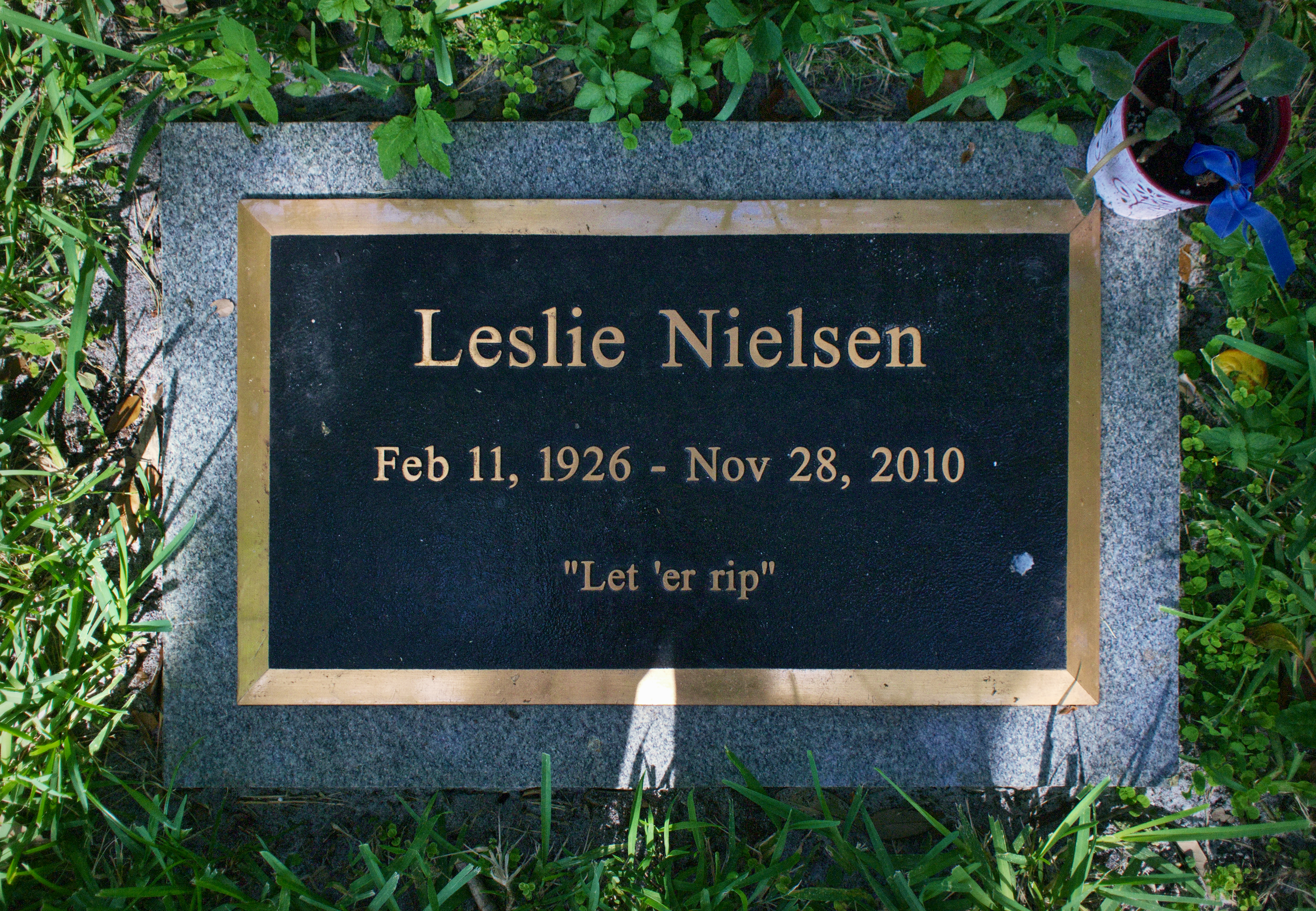
Lápide de Leslie Nielsen com seu epitáfio, uma referência final à sua brincadeira favorita, uma máquina de peidos

Em novembro de 2010, Nielsen foi hospitalizado no Hospital Holy Cross, em Fort Lauderdale, Flórida. Em 28 de novembro, seu sobrinho Doug disse à estação de rádio CJOB de Winnipeg que ele morreu durante o sono, por conta de uma pneumonia por volta das 17h30 EST, aos 84 anos de idade, cercado por familiares e amigos.   
O corpo de Nielsen foi enterrado no Cemitério Evergreen de Fort Lauderdale. Como um toque final de humor, ele escolheu "Let 'er rip" como seu epitáfio . Em 7 de dezembro de 2010, seu funeral foi realizado em Fort Lauderdale, Flórida, durante o qual foi tocada a música tema de Corra que a Polícia Vem Aí. 
1. ↑  Dalton, Andrew (28 November 2010). «Leslie Nielsen of 'Naked Gun' fame dies at age 84». Toronto Star. Arquivado do original em 2 December 2010 Verifique data em: |arquivodata=, |data= (ajuda)
2. ↑  «Leslie Nielsen dead at 84». CJOB. 28 November 2010. Arquivado do original em 30 November 2010 Verifique data em: |arquivodata=, |data= (ajuda)
3. ↑  «Canadian movie star Leslie Nielsen dead at 84». Canada.com. Postmedia News. 2 November 2010. Arquivado do original em 7 July 2019 Verifique data em: |arquivodata=, |data= (ajuda)
4. ↑  Lambiet, Jose. «Leslie Nielsen's life celebrated at open-casket cocktail party». The Atlanta Journal-Constitution (em inglês). ISSN 1539-7459. Consultado em 26 de maio de 2024